# Thecostraca
Die Thecostraca (Gr.: Kapselschaler) sind eine Unterklasse mariner Krebstiere, die als ausgewachsene Tiere ein von der klassischen Krebsform stark abweichendes Aussehen haben. Sie leben weltweit im Meer oder im Brackwasser. Bekannte Gruppen sind die sessil lebenden Entenmuscheln und Seepocken, die sich durch Filtration ernähren. Daneben gibt es auch parasitisch lebende Vertreter (Rhizocephala).

## Merkmale
Wegen des stark abgeleiteten Körpers der adulten Tiere sind die Thecostraca nur über Merkmale ihrer Larven als Monophylum zu charakterisieren. Ihre Cyprislarven besitzen ein fünfpaariges Gitterorgan zu beiden Seiten der Carapaxmittellinie. Das Gitterorgan ist ein Sinnesorgan, das vermutlich chemosensorisch wirkt. Es besteht aus einer länglichen, mit Cilien besetzten Kammer, die über viele Poren oder eine große Terminalpore Verbindung nach außen hat. Das erste Antennenpaar der Cyprislarven wird zur Anheftung beim Übergang zur sessilen oder parasitischen Lebensweise benutzt.

## Innere Systematik
Die aufgeführte Systematik ist dem World Register of Marine Species entnommen

Thecostraca Gruvel, 1905
- Unterklasse Facetotecta Grygier, 1985
- Unterklasse Ascothoracida Lacaze-Duthiers, 1880
  - Ordnung Laurida Grygier, 1987
  - Ordnung Dendrogastrida Grygier, 1987
- Unterklasse Rankenfußkrebse (Cirripedia) Burmeister, 1834
  - Teilklasse Acrothoracica Gruvel, 1905
    - Ordnung Cryptophialida Kolbasov, Newman & Høeg, 2009
    - Ordnung Lithoglyptida Kolbasov, Newman & Høeg, 2009

  - Teilklasse Wurzelkrebse (Rhizocephala) Müller, 1862
  - Teilklasse Thoracica Darwin, 1854
    - Überordnung Phosphatothoracica Gale, 2019
      - Ordnung Iblomorpha Buckeridge & Newman, 2006

    - Überordnung Thoracicalcarea Gale, 2015
      - Ordnung Balanomorpha Pilsbry, 1916
      - Ordnung Calanticomorpha Chan, Dreyer, Gale, Glenner, Ewers-Saucedo, Pérez-Losada, Kolbasov, Crandall & Høeg, 2021
      - Ordnung Pollicipedomorpha Chan, Dreyer, Gale, Glenner, Ewers-Saucedo, Pérez-Losada, Kolbasov, Crandall & Høeg, 2021
      - Ordnung Scalpellomorpha Buckeridge & Newman, 2006
      - Ordnung Verrucomorpha Pilsbry, 1916
      - Ordnung Sessilia (nicht anerkannt)